# 도모코 여왕
이소노미야 토모코 여왕(五十宮 倫子女王, 간분 3년 음력 1월 20일(1738년 3월 10일) ~ 메이와 8년 음력 8월 20일 (1771년 9월 28일))은 에도 시대 후기의 황족이자, 칸인노미야 나오히토 친왕의 6녀, 에도 막부 10대 쇼군 도쿠가와 이에하루의 미다이도코로이다. 아명은 이소노미야(五十宮), 113대 히가시야마 천황의 손녀이며, 119대 고카쿠 천황의 작은어머니뻘이다. 

## 생애
간분 3년 (1738년) 음력 1월 20일, 칸인노미야 나오히토 친왕의 6녀로써 교토에서 태어났다. 생모는 칸인노미야가의 뇨보인 사누키이다.
간엔 원년 (1748년) 음력 10월 26일, 교토 쇼시다이 마키노 사다미치가 조정과 교섭하여, 쇼군 이에시게의 후계자인 이에하루와 약혼이 결정되었다. 간엔 2년 (1749년) 음력 2월 5일, 교토를 떠나 3월 19일에 에도에 도착하였고, 에도성 하마고텐에 들어갔다.
호레키 3년 (1753년) 음력 11월 11일에 약혼식이 행해졌고, 「히메미야사마(姫宮様)」로 불렸다. 다음해 호레키 4년 (1754년) 음력 12월 1일에 에도성 니시노마루에 들어가 결혼식이 행해졌다. 이후로는 「고렌쥬사마(御簾中様)」로 불렸다. 호레키 6년 (1756년) 7월, 이에하루와의 사이에서 치요히메를 낳았지만, 치요히메는 겨우 2살의 나이로 요절했다.
호레키 10년 (1760년) 음력 4월, 에도성 혼마루로 이사하여 미다이도코로가 되었다. 같은해 음력 8월 종3위에 올라, 9월에는 남편인 이에하루가 세이타이쇼군이 되었다. 다음해 11년 (1761년) 음력 8월에는 차녀인 만쥬히메를 낳았고, 또 이에하루의 측실이 낳은 아이도 미다이도코로의 양자로 삼았기 때문에, 측실 오치호노카타가 낳은 후계자 도쿠가와 이에모토 (아명 타케치요)의 양모가 되었다. 
메이와 8년 (1771년) 음력 8월 20일, 34세의 나이로 사망하였다. 계명은 심관원전종이위정지연생대자(心観院殿従二位浄池蓮生大姉)이고, 에도 우에노 春性院에 묻혔다. 같은 해 음력 8월 23일에 종2위로, 여기에 더해 덴메이 3년 (1783년) 음력 8월에는 종1위로 추증되었다.

## 인물
- 이에하루와의 부부 관계는 화목했다. 니시노마루에서 이에하루가 토모코를 만나기 위해 자주 오오쿠에 찾아왔는데, 토모코 소속 오토시요리가 거부하는 바람에 이에하루 소속 시녀들이 분개하고, 토모코 소속 시녀들과 불화가 생겼다. 그래서 이에하루의 유모인 이와세가 등성하여 두 쪽을 화해시켰다고 한다.
- 토모코는 종종 오오쿠에서 나와 후키아게 정원을 산책하면서, 나무나 화초를 만지며 기분 전환하는 것을 좋아했다라는 것이 「도쿠가와 실기(徳川実紀)」에 기록되어있다.

## 등장작품
- 오오쿠 (요시나가후미, 햐쿠센샤) - 여자쇼군의 남편으로 나옴.